# Haus der Orgel- und Kammermusik
Koordinaten: 48° 28′ 37″ N, 34° 59′ 9″ O

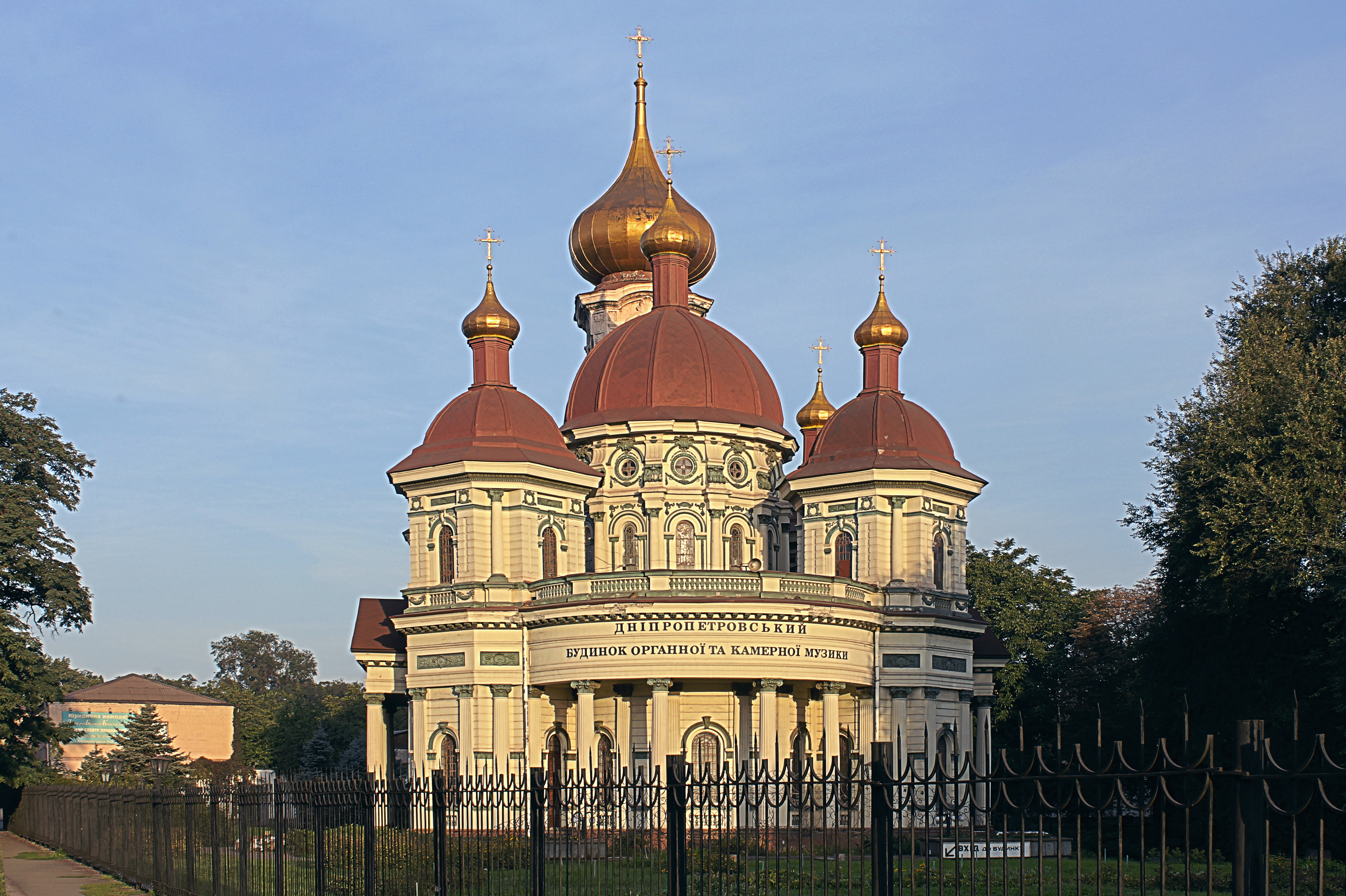
Haus der Orgel- und Kammermusik

Das Haus der Orgel- und Kammermusik (ukrainisch будинок органної і камерної музики), ehemals Brjansker St.-Nikolai-Kirche oder Brjansker Kirche (ukrainisch Брянська Свято-Миколаївська церква), ist ein Konzerthaus in Dnipro. Es befindet sich im Gebäude der ehemaligen orthodoxen St.-Nikolai-Kirche.

## Geschichte

### Bau
Der Bau der Kirche wurde vom Metallurgiewerk Petrowski (ehemals Brjansker Metallurgiewerk), auf die Idee des Diözesanarchitekten des Gouvernement Poltawa G. I. Tuworets (russisch Г.И.Туровец) hin, finanziert, wobei dieser vom Sankt Petersburger Architekten Konstantin Konstantinowitsch Romanow (russisch Романов, Константин Константинович) unterstützt wurde.
Der Bau begann 1913 und endete 1915. Das hauptsächlich im neoklassizistischen Stil erbaute Gebäude enthält auch Elemente des Barock.

### Profanierung in der Zeit der Sowjetunion
Das Gebäude wurde, nach einer allgemeinen Verstaatlichung vieler Gotteshäuser und der Propagierung des Staatsatheismus in der Sowjetunion, seit dem 8. Februar 1929 auf Beschluss der Oblastverwaltung Dnipropetrowsk, mit der Begründung des „allgemeinen Verlangens der Arbeiter Dnipropetrowsks“, verstaatlicht. Das Gebäude diente anfänglich einige Jahre als Kindertechnikeinrichtung (russisch детская техническая станция) und seit den 1935er Jahren wurde es als Lager, hauptsächlich für Kohle, genutzt. Diese Nutzung verursachte großen Schaden am Gebäude.
Im Mai 1942, während der deutschen Besetzung im Verlauf des Zweiten Weltkriegs, berichtete die Dnipropetrowsker Zeitung, dass es deutsche Pläne für eine Restaurierung des Gebäudes mit anschließender Nutzung als Gotteshaus gäbe. Jedoch kam es aufgrund der Befreiung der Stadt nie dazu und das Gebäude wurde weiterhin als Lager benutzt, weswegen das Gebäude bis zum Zustand der Verwahrlosung verfiel.
In den 1970er Jahren änderte sich das Verhältnis zu Kultur und Kultureinrichtungen, so dass die St.-Nikolai-Kirche nach der Einrichtung eines Kulturreferats der Oblastverwaltung in das Register der schützenswerten Gebäude aufgenommen wurde, was spätestens mit einer Entscheidung des Ministerrates der Ukrainischen Sozialistischen Sowjetrepublik vom 6. September 1979 in Gesetz trat.
Nach einem Öffentlichen Anfrage an das Kulturreferat der Oblastverwaltung entschied dieses am 22. Juni 1982, die Kirche in das Haus der Orgel- und Kammermusik umzuwandeln. Noch im gleichen Jahr begann die Restaurierung durch den Architekten der Dnipropetrowsker Abteilung von Ukrschilremproekt (russisch Укржилремпроект) O. G. Popowa und durch Arbeiter der Gorremstroitresta (russisch Горремстройтреста). Die Restaurierung wurde im Mai 1986 abgeschlossen. 1987 wurde eine zwölf Tonnen schwere Orgel der deutschen Firma VEB Frankfurter Orgelbau Sauer mit 2074 Pfeifen und 30 Registern (opus 2181) eingebaut. Sie ist klanglich der Bach-Zeit nachempfunden. Das Einweihungskonzert fand am 27. April 1987 für die Arbeiter, Restauratoren und Künstler, die an dem Gebäude mitgearbeitet haben, statt.

### Geschichte seit der Unabhängigkeit der Ukraine

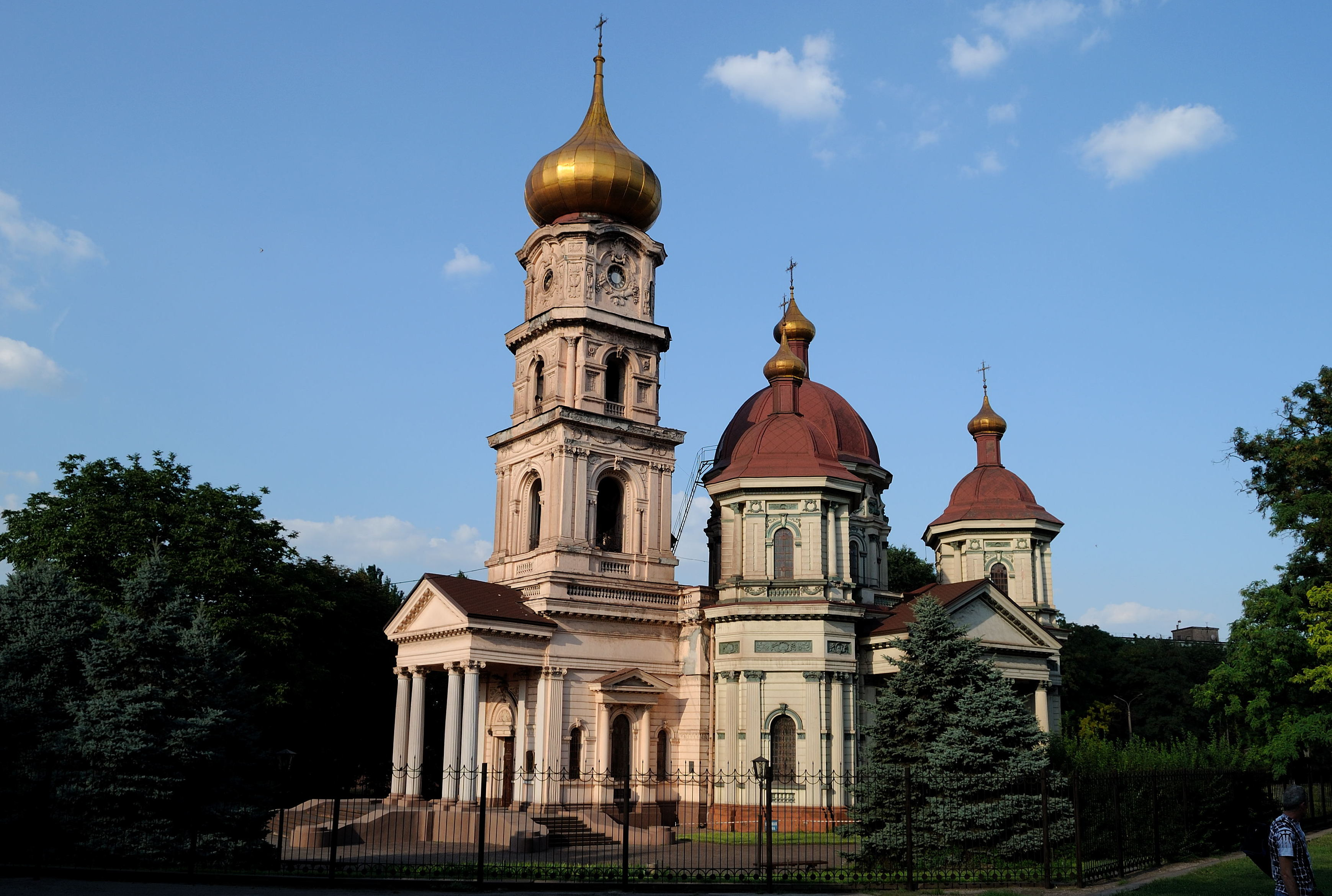
Seitenansicht des Hauses der Orgel- und Kammermusik

Über die Frage der Rückgabe des Gebäudes an die Ukrainisch-Orthodoxe Kirche Moskauer Patriarchats gab es insgesamt 21 Gerichtsverhandlungen. Unter anderem wurde die Verlegung des Hauses der Orgel- und Kammermusik an einen anderen Standort in Betracht gezogen, bis 2006 Vertreter der Firma W. Sauer Orgelbau Frankfurt (Oder) GmbH, der Firma des verstorbenen Orgelbauers Wilhelm Sauer, bei einer Gerichtsverhandlung die Kosten für einen möglichen Umzug der Orgel auf 163.000 Euro bezifferten, weswegen diese Idee verworfen wurde. Das Schiedsgericht (russisch хозяйственный (арбитражный) суд) der Oblast Dnipropetrowsk entschied am 26. August 2010 letztendlich, dass das Gebäude der Ukrainisch-Orthodoxen Kirche Moskauer Patriarchats zu übereignen ist mit der Prämisse, dass der ordnungsgemäße Ablauf des Hauses der Orgel- und Kammermusik sichergestellt wird. Der Metropolit des Eparchiats Dnipropetrowsk und Pawlohrad Irenäus ((russisch Митрополи́т Ирине́й), weltlich Iwan Petrowitsch Seredni (russisch Иван Петрович Середний)), sagte zu, den Betrieb aufrechtzuerhalten.
Das Haus der Orgel- und Kammermusik beschäftigt 70 Musiker, jeweils 4 Orchester und Quartettensembles und 2 Musiklehrer. Es gilt als wichtiges kulturell-musikalisches Zentrum von Dnipro. Es gibt fast täglich Konzerte und verschiedene internationale Orgelkonzerte, die monatlich von etwa 30.000 Menschen besucht werden.
Seit dem 14. März 2013 finden im Untergeschoss regelmäßige Gottesdienste statt.
Im Rahmen des Russischen Überfalls auf die Ukraine wurde das Gebäude am 11. März 2022 durch eine Rakete getroffen, wodurch die Fassade und Fenster stark beschädigt wurden.

## Orgel
| I Manual C–g3 |             |       |
| 1.            | Bordun      | 16′   |
| 2.            | Prinzipal   | 8′    |
| 3.            | Gemshorn    | 8′    |
| 4.            | Oktave      | 4′    |
| 5.            | Koppelflöte | 4′    |
| 6.            | Nasard      | 2 ⁄3′ |
| 7.            | Oktave      | 2′    |
| 8.            | Mixtur IV-V |       |
| 9.            | Zimbel III  |       |
| 10.           | Trompete    | 8′    |
|               | Tremulant   |       |

| II Manual C–g3 |                 |       |
| 11.            | Prinzipal       | 8′    |
| 12.            | Holzgedackt     | 8′    |
| 13.            | Dulziana        | 8′    |
| 14.            | Oktave          | 4′    |
| 15.            | Rohrflöte       | 4′    |
| 16.            | Sesquialtera II |       |
| 17.            | Flautino II     |       |
| 18.            | Sifflöte        | 1 ⁄3′ |
| 19.            | Oktave          | 1′    |
| 20.            | Scharff IV      |       |
| 21.            | Krummhorn       | 8′    |
|                | Tremulant       |       |

| Pedal C–f1 |              |     |
| 22.        | Prinzipalbaß | 16′ |
| 23.        | Subbaß       | 16′ |
| 24.        | Oktavbaß     | 8′  |
| 25.        | Baßflöte     | 8′  |
| 26.        | Spitzoktave  | 4′  |
| 27.        | Hintersatz   | 4′  |
| 28.        | Posaune      | 16′ |
| 29.        | Bombarde     | 8′  |
| 30.        | Clarine      | 4′  |

- Quelle:[9]